# Publi Corneli Lèntul Sura
Publi Corneli Lèntul Sura (llatí: Publius Cornelius P. f. P. n. Lentulus) va ser un magistrat romà del segle i aC. Formava part de la família dels Cornelis Lèntuls, una branca patrícia de la gens Cornèlia.
Va ser qüestor de Sul·la el 81 aC. Va prendre testimoni en el judici a Verres en relació amb les quantitats que havia rebut com a qüestor a la Gàl·lia Cisalpina, i més tard ell mateix va haver de testimoniar sobre el mateix tema, però el van absoldre. Segons conta Plutarc, va ser en aquest context que va rebre el sobrenom de Sura: quan Sul·la el va fer cridar per retre comptes, va allargar el panxell de la cama (en llatí, sura) amb insolència, perquè aquesta era la part del cos on es castigaven els nens quan cometien una falta jugant a pilota. Altres fonts atribueixen aquest sobrenom a un avantpassat de la branca dels Lèntuls.
Més endavant va ser pretor, i Hortensi no va tenir cap dificultat d'obtenir l'absolució de Varró Lucul quan va ser acusat d'extorsió.
El 71 aC va ser elegit cònsol, i el 70 aC va ser expel·lit del senat amb seixanta-tres altres senadors per les seves formes de vida infames. Al cap d'un temps, potser en revenja, es va incorporar a la conspiració de Catilina. Un oracle li va predir que un tercer Corneli regiria Roma (després de Corneli Cinna i Corneli Sul·la) i esperava que, pel seu rang, seria el cap dels conspiradors.
El 63 aC va obtenir el càrrec de pretor i, quan Catilina va sortir de Roma, va agafar la direcció de la conspiració a la ciutat. Probablement va ser a causa de la seva manca de decisió que la ciutat no va ser incendiada. Uns ambaixadors dels al·lòbroges van arribar a Roma amb protestes sobre el govern dels pretors a càrrec del seu territori: Sura els va rebre i els va oferir per escrit suport armat per enderrocar el govern consolar. Els ambaixadors van visitar el seu patró, qui va fer saber el que passava a Ciceró. Quan Ciceró va conèixer la conspiració, va ser destituït de la pretoria, i va romandre en libera custodia a càrrec de l'edil Publi Corneli Lèntul Espinter. Va ser assassinat a la presó del Capitoli el 5 de desembre del 63 aC.